# Берёзовое (Днепропетровская область)
Берёзовое (укр. Березове) — село,
Березовский сельский совет,
Покровский район,
Днепропетровская область,
Украина.
Код КОАТУУ — 1224282301. Население по переписи 2001 года составляло 585 человек.
Является административным центром Березовского сельского совета, в который, кроме того, входят сёла
Запорожское,
Калиновское,
Новогеоргиевка,
Новониколаевка,
Новопетровское и
Степовое.

## Географическое положение
Село Берёзовое находится на расстоянии в 1 км от села Новопетровское и в 2-х км от сёл Запорожское, Новониколаевка, Калиновское и Степовое.
По селу протекает пересыхающий ручей с запрудой.

## История
- 1921 — дата основания.

## Экономика
- «Маяк», ООО.

## Объекты социальной сферы
- Школа.
- Детский сад.
- Дом культуры.
- Фельдшерско-акушерский пункт.

## Достопримечательности
- Братская могила советских воинов.